# Tim Herden
Tim Herden (* 1965 in Halle (Saale)) ist ein deutscher Fernsehjournalist und Krimi-Autor.

## Laufbahn
Nach einem Volontariat beim Fernsehen der DDR zwischen 1983 und 1985 studierte er von 1985 bis 1989 Journalismus an der Sektion Journalistik der Karl-Marx-Universität in Leipzig. Anschließend arbeitete er bis 1990 an dieser Universität als wissenschaftlicher Mitarbeiter. 1991/92 war er Redakteur beim Deutschen Fernsehfunk, danach von 1992 bis 1998 Reporter und Redakteur beim Mitteldeutschen Rundfunk (MDR). Seit 1999 war er Korrespondent und Kommentator im ARD-Hauptstadtstudio; von 2003 bis 2008  leitete er dort das MDR-TV-Studio Berlin. Diese Funktion übte er von Juli 2016 bis November 2022 abermals aus. Seit 1. Dezember 2022 ist er Direktor des MDR-Landesfunkhauses Sachsen-Anhalt in Magdeburg.

## Privates
Herden lebt in Berlin, ist verheiratet und Vater eines Sohnes.

## Werke
- Gellengold. Mitteldeutscher Verlag, Halle/S. 2010, ISBN 978-3-89812-705-9.
- Toter Kerl.  Mitteldeutscher Verlag, Halle/S. 2012, ISBN 978-3-89812-894-0.
- Norderende. Mitteldeutscher Verlag, Halle/S. 2014, ISBN 978-3-95462-241-2.
- Harter Ort. Mitteldeutscher Verlag, Halle/S. 2016, ISBN 978-3-95462-636-6.
- Schwarzer Peter. Mitteldeutscher Verlag, Halle/S. 2018, ISBN 978-3-95462-758-5.
- Süderende. Mitteldeutscher Verlag, Halle/S. 2020, ISBN 978-3-96311-307-9.
- Schabernack. Mitteldeutscher Verlag, Halle/S. 2022, ISBN 978-3-96311-677-3.
- Ellersegen. Mitteldeutscher Verlag, Halle/S. 2025, ISBN 978-3-689-48043-1.